# Patiria pectinifera
Patiria pectinifera är en sjöstjärneart som först beskrevs av Müller och Franz Hermann Troschel 1842.  Patiria pectinifera ingår i släktet Patiria och familjen Asterinidae. Inga underarter finns listade i Catalogue of Life.